# 木村さやか (アイドル)
木村 さやか（きむら さやか、1986年8月15日 - ）は、日本のお菓子系アイドル。血液型はO型。

## 略歴
神奈川県出身。2001年にデビューした。「現役女子高生」を売りにグラビアやイメージDVD、撮影会を中心に活動。お菓子系雑誌での展開は少なく、過激なセクシー路線でもなかったため、支持層はコアなアイドルファンに限定された。当時、夏目さやかという名前で活動している事もあった。2002年12月、同じ事務所（スターダム）に在籍していた野本春香とセクシーユニット「パッピーズ」を結成したが、ユニットとしての活動は少なかった。2005年以降休業状態だったが、2006年3月に新作イメージDVDが発売された。

## 出演作品

### イメージ作品
- イ・ケ・ナ・イ火遊び（2003年8月25日、EDGE）
- First Mission（2004年6月21日、EDGE）
- ソフィア女学園 現役高校生3「I LOVE 課外授業」（2004年8月10日、日本メディアサプライ）
共演：大塚鮎美、大窪優希、大西利奈
- 解禁少女（2006年3月17日、日本メディアサプライ）

### オリジナルビデオ
- 宇宙警察フラッシュガイン エピソードII（2004年5月21日、EDGE）